# Gerrit Kouwenaar
Gerrit Kouwenaar, né le 9 août 1923 à Amsterdam, mort le 4 septembre 2014 dans la même ville est un journaliste, poète, écrivain, dessinateur néerlandais qui a rejoint d'abord Experimentele Groep in Holland, puis Reflex, puis le mouvement Cobra tout en restant en marge de Cobra.

## Biographie
Journaliste clandestin pendant la Seconde Guerre mondiale il a contribué à des revues qui étaient sur la liste des publications prohibées ce qui lui a valu quelques mois de prison.
Il travaille ensuite pour divers journaux hollandais en tant que pigiste ou rédacteur en chef.
Il rejoint Reflex, le groupe expérimental en Hollande et plus tard le groupe d'artistes expérimental Cobra à la suite de son ami Constant, mais il est resté très en marge du mouvement. En 1949, il a publié avec Constant des peintures-mots. Cette même année, il publie dans le No 4 de la revue Cobra, dont les responsables éditoriaux sont Constant et Guillaume Corneille, à l'occasion de la grande exposition au Stedelijk Museum Amsterdam,
un long poème en langue néerlandaise illustré par la photo de la chanteuse Bessie Smith morte en 1937 et qui commence ainsi :
- Tant que la voix reste en mode radio
- Ses larmes de coton du nouveau monde[1]

Kouwenaar est surtout un poète expérimental inclassable socialement et politiquement. Il a également traduit les pièces de Brecht, Dürrenmatt, Hochhuth, Weiss, Kroetz, Sartre, Tennessee Williams, Stoppard, Pinter et Osborne.
Son frère aîné  David Kouwenaar (1921-2011) était aussi peintre et poète.